# Dobiegniew
Dobiegniew (in tedesco Woldenberg) è un comune urbano-rurale polacco del distretto di Strzelce-Drezdenko, nel voivodato di Lubusz.
Ricopre una superficie di 350,99 km² e nel 2004 contava 7 010 abitanti.
Nella seconda guerra mondiale, il campo di concentramento Oflag II-C si trovava presso la città.